# Ultraconservatorism

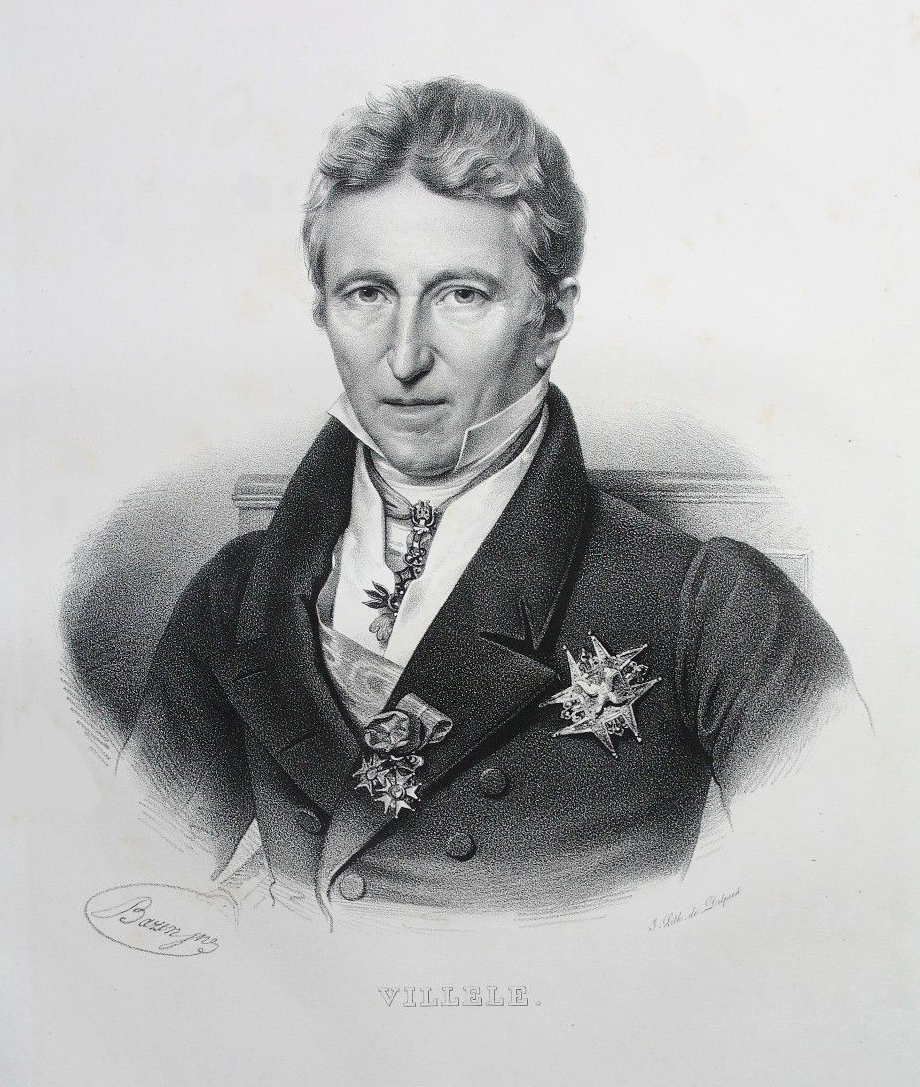
Jean-Baptiste de Villèle, prim-ministrul ultraroialist al Franței între 1821 și 1828

Ultraconservatorismul se referă la opiniile conservatoare extreme în politică sau în practica religioasă, de obicei având la bază o criză culturală.

## Franța
Ultraroialiștii erau aripa dreaptă reacționară din parlamentul francez activă între 1815 și 1830, în perioada Restaurației franceze. „Ultra” era de obicei un membru al nobilimii înaltei societăți care susținea:
- romano-catolicismul ca religie de stat și unică religie legală;
- monarhia Bourbonilor;
- ierarhia socială tradițională între clase;
- votul cenzitar.

Acțiunea Franceză era o mișcare politică ultraconservatoare a ideologistului Charles Maurras. Mișcarea susținea restaurarea Casei de Bourbon, iar după Legea din 1905 privind separarea bisericii de stat, promova și restabilirea catolicismului ca religie de stat.

## Germania
Revoluția Conservatoare a fost o mișcare ultraconservatoare din Germania în timpul Republicii de la Weimar (între Primul Război Mondial și preluarea puterii de către naziști) , având figuri intelectuale precum Oswald Spengler, Carl Schmitt și Ernst Jünger. Ei s-au inspirat din diverse elemente ale secolului al XIX-lea, printre care:
- disprețul lui Friedrich Nietzsche față de etica creștină, democrație și egalitarism,
- tendințele antimoderne și antiraționaliste ale romantismului german,[5]
- viziunea unei comunități populare organice, cultivată de mișcarea Völkisch,[5]
- tradiția prusacă a naționalismului autoritar și militarist,[6]
- propriile experiențe de camaderie și violență irațională pe linia frontului în Primul Război Mondial.[7]